# МС-1
Т-18 (МС-1) — радянський легкий піхотний танк 1920-х років. Створений в 1925–1927 роках на основі французького танка FT-17 і його італійського варіанту «Fiat 3000» і став першим танком радянської розробки. Серійно вироблявся з 1928 по 1931 рік. Всього в декількох варіантах було випущено 959 танків цього типу, не враховуючи прототипу. Наприкінці 1920-х — початку 1930-х років Т-18 становив основу танкового парку РСЧА, але досить швидко був витіснений досконалішим Т-26. Застосовувався в бою в конфлікті на Китайсько-Східній залізниці, але в 1938–1939 роках застарілі і ті що досягнули крайнього ступеня зносу Т-18 були переважно зняті з озброєння або використовувалися як нерухомі вогневі точки. У незначній кількості ці танки ще залишалися у військах в боєздатному стані до початку Німецько-радянської війни і використовувалися на початковому її етапі.

## Історія створення
Першим виробленим в СРСР танком став «Рено-Російський», що являв собою копію французького FT-17, один примірник якого був захоплений Червоною армією в 1919 році. Танк був наданий заводу «Червоне Сормово», якому було доручено скопіювати і налагодити його серійне виробництво з випуском першої партії з 15 одиниць до кінця 1920 року. Деякі вузли FT-17, зокрема трансмісія, були загублені при транспортуванні, і їх довелося проєктувати з нуля. Попри численні труднощі, завод зумів зібрати перший власний танк до серпня 1920 року, а незабаром виготовити і інші 14 замовлених машин. Однак через економічні та політичні труднощі того періоду подальше виробництво танка не велося.

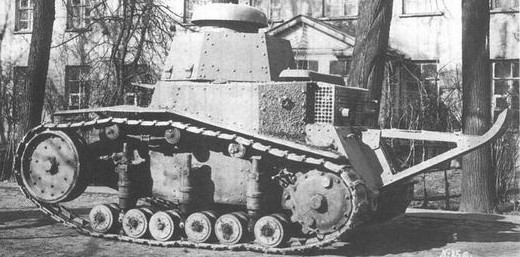
Т-16 у дворі заводу «Більшовик», Навесні 1927 року

Практично до питання виробництва танків повернулися в 1926 році, коли була прийнята трирічна програма танкобудування. Вона передбачала як план-мінімуму організацію одного танкового батальйону і навчальної роти, оснащених піхотними танками, а також одного батальйону і роти, оснащених танкетками. За розрахунками це вимагало виробництва 112 машин кожного з типів. У вересні було проведено нараду командування РСЧА, керівництва ГУВП та гарматно-арсенального тресту (ГАТ), присвячену питанням танкобудування та вибору танка для майбутнього масового виробництва. FT-17 був визнаний зайво важким, малорухомим і слабо озброєним, а вироблена в СРСР його версія була дорогою і до того ж мала низьку якість виготовлення. Вартість одного «Рено-Російського» становила 36 тис. рублів, що не відповідало вимогам трирічної програми, що передбачала сумарні витрати в 5 млн рублів для своєї реалізації при вартості одного піхотного танка на рівні 18 тис. рублів.
Роботи по створенню досконалішого танка в СРСР на той час уже велися. 1924 року Комісією з танкобудування були розроблені ТТВ до танку супроводу піхоти, затверджені наприкінці того ж року. Відповідно до них, передбачалося створення танка масою 3 тонни, озброєного 37-мм гарматою або кулеметом, 16-мм бронею і максимальною швидкістю 12 км/год. При цьому з 1924 року для перейняття зарубіжного досвіду протягом двох років йшло вивчення трофейних іноземних танків, з яких найсприятливіше враження справив італійський «Fiat 3000», що був вдосконаленим варіантом FT-17. Один пошкоджений екземпляр цього танка, очевидно, захоплений в ході Радянсько-польської війни, був переданий бюро на початку 1925 року. Відповідно до вимог комісії, Танковим бюро був розроблений проєкт танка, який отримав позначення Т-16. Навесні 1925 року, після розгляду проєкту в штабі РСЧА, ТТВ були скориговані: допустима маса танка була збільшена до 5 тонн, щоб забезпечити розміщення потужнішого двигуна і одночасну установку гармати і кулемета.
Щоб прискорити роботу, для виготовлення дослідного зразка танка був виділений завод «Більшовик», який мав у той час кращі виробничі потужності. До березня 1927 року був закінчений прототип Т-16. При загальній схожості з FT-17, новий танк за рахунок кращого компонування мав значно меншу довжину корпусу і як наслідок — меншу масу і кращу рухливість; значно меншою, в порівнянні з «Рено-Російським», виявилася і його вартість. Разом з тим випробування Т-16 виявили у нього безліч недоліків, переважно в силовій установці і ходовій частині. Другий прототип, при будівництві якого були враховані ці зауваження, був закінчений до травня того ж року і отримав позначення Т-18. 11-17 червня танк відправили на державне випробування, яке в цілому пройшло успішно, і за підсумками якого він був 6 липня прийнятий на озброєння під позначенням «малий танк супроводу зр. 1927» (МС-1) або Т-18.

## Серійне виробництво
1 лютого 1928 року заводу «Більшовик» було видано перше замовлення на виробництво 108 серійних Т-18 протягом 1928-1929 років. Перші 30 з них, що будувалися на засоби ТСОАВІАХІМу, необхідно було поставити вже до осені 1928 року і з цим завданням завод успішно впорався . З квітня 1929 року до виробництва танка був під'єднаний Мотовиліхінський завод, що був дублером з випуску Т-18, але освоєння виробництва на ньому йшло повільніше, тим більше, що в поставках двигуна, трансмісії, траків і броні він залежав від заводу «Більшовик» . План з випуску танка на 1929 рік виконаний не був, але оскільки новий танк поступово освоювався у виробництві, в 1929-1930 роках план випуску був збільшений вже до 300 одиниць . За іншими даними, за програмою «Система танко-тракторо-авто-бронеозброєння РСЧА», розробленої під керівництвом начальника штабу РСЧА, план випуску Т-18 на 1929-1930 роки склав 325 одиниць.
Тим часом застарілий 6,5-мм спарений кулемет системи Федорова був замінений в танку одинарним новим 7,62-мм ДТ-29, що з 1930 року став стандартним радянським танковим кулеметом. Такий модернізований танк отримав позначення МС-1 (Т-18) зр. 1929 і відрізнявся від ранньої модифікації також збільшеним боєкомплектом до гармати з 96 до 104 пострілів і незначними змінами в конструкції лобової частині корпусу.
До 1929 року Т-18 вже не відповідав вимогам  РСЧА до танків і повинен був бути замінений новим Т-19, однак розробка та розгортання виробництва останнього вимагали часу. Тому, 17-18 липня на засіданні РВР, під час якого була прийнята нова система бронетанкового озброєння, що робила Т-18 застарілим, одночасно було вирішено до появи заміни йому зберігати Т-18 на озброєнні, разом із вжиттям заходів щодо збільшення його швидкості до 25 км/год . Як результат, Т-18 зазнав суттєвої модернізації. Озброєння Т-18 планувалося посилити шляхом установки довгоствольної 37-мм гармати, а для врівноваження башти, що стала б важчою після цього, вона була забезпечена розвиненою кормовою нішею, яку планувалося також використовувати для установки радіостанції. Але в реальності ні нова гармата, ні танкова радіостанція на Т-18 так і не потрапили . Змінам піддалася і силова установка, потужність двигуна була збільшена з 35 до 40 к.с., а в трансмісію були введені чотириступінчаста коробка передач і новий багатодисковий фрикціон. Ряд інших, менш значних, змін були введено і в інших вузлах машини. Такий модернізований танк був прийнятий на озброєння під позначенням МС-1 (Т-18) зр. 1930 .
Виробництво Т-18 тривало до кінця 1931, коли його змінив у виробництві новий танк супроводу піхоти - Т-26 . Частина машин, випущених в 1931 році, була прийнята військовим прийманням тільки на початку 1932 року, тому в деяких джерелах говориться, що виробництво Т-18 було закінчено тільки в цьому році . Всього ж за чотири роки випуску, в чотирьох виробничих серіях, було виготовлено 959 серійних танків Т-18 всіх модифікацій, в деяких джерелах також зустрічається цифра 962 танки, але в неї входять і прототипи .
| Графік поставок Т-18, включаючи прототипи, промисловістю в РСЧА |      |      |      |      |      |      |        |
| Рік                                                             | 1926 | 1927 | 1928 | 1929 | 1930 | 1931 | Всього |
| Кількість танків                                                | 2    | 23   | 85   | 317  | 90   | 445  | 962    |

| Графік випуску та приймання Т-18 |           |      |      |      |        |
| Рік                              | 1928—1929 | 1930 | 1931 | 1932 | Всього |
| Випущено                         | 121       | 325  | 513  | —    | 959    |
| Прийнято військовим прийманням   | 96        | 331  | 511  | 21   | 959    |

## Подальший розвиток

### Танки для заміни Т-18
На засіданні РВР 17-18 липня 1929 року, разом з визнанням Т-18 застарілим, було висунуто вимогу створення нового танка підтримки піхоти для його заміни. Розробка проєкту, що отримав позначення Т-19, була доручена головному конструкторському бюро гарматно-арсенального тресту. Новий танк отримав підвіску за зразком французького Renault NC 27, який як і Т-18 був подальшим розвитком FT-17. Т-19 був значно довший Т-18, що дозволяло поліпшити прохідність і зменшити коливання танка на ходу. Озброєння Т-19 повинно було складатися з 37-мм гармати Б-3 і кулемета в одномісній башті, крім того , до складу екіпажу вводився стрілець з курсовим кулеметом ДТ-29. Для підвищення бронестійкості корпусу його листи передбачалося розміщувати під великими кутами нахилу.
Оскільки створення Т-19, яке передбачалося завершити ще до 15 січня 1930 року, затягувалося, крім продовження виробництва Т-18 було вирішено провести його капітальну модернізацію. Проєкт отримав позначення «Т-18 покращений» або Т-20, а його розробка велася взимку-навесні того ж року. У ньому були ліквідовані деякі недоліки, що з'явилися наслідком створення Т-18 з Т-16. Основні зміни в танку торкнулися корпусу, який отримав раціональнішу конструкцію, що дозволило спростити і полегшити його, а також збільшити обсяг надгусеничних полиць і розміщених в них паливних баків. З ходової частини Т-20 був прибраний одиночний опорний коток і змінено розташування інших, як опорних, так і підтримуючих, а також піднято лінивець. Перший броньовий корпус Т-20 був виготовлений в травні 1930 року. Передбачалося також встановити на танк новий двигун потужністю 60 к.с., Але він був готовий тільки до жовтня того ж року і на випробуваннях розвинув потужність лише в 57 к.с. У жовтні також було виготовлено дослідні зварні броньові корпуси для Т-20, але попри їх перспективність і хороші результати випробувань обстрілом, застосування зварювання в серійному виробництві в той час уявлялося проблематичним .
Роботи по Т-20 також затягувалися. За планами перші 15 танків повинні були бути готові до 7 листопада 1930 року, на 1931-1932 роки було замовлено виробництво ще 350 одиниць, але перший прототип не був повністю закінчений і в 1931 році . Порівняльні випробування прототипів Т-20 (практично завершеного до їх моменту) і Т-26, проведені в січні 1931 року, показали перевагу останнього, що призвело до припинення подальших робіт над Т-20. Роботи по Т-19 тривали і перший його прототип був переважно завершений в червні - серпні 1931 року. Це не стосувалося башти, замість якої була встановлена башта серійного Т-18. Характеристики Т-19 виявилися гіршими запланованих і поступалися Т-26, який до того ж виявився набагато дешевшим. У результаті роботи над Т-19 були згорнуті на користь Т-26, який в тому ж році змінив Т-18 на складальних лініях .

### Спроби модернізації Т-18
Одним з напрямків модернізації Т-18 в перші роки стало підвищення прохідності, перш за все в частині подолання ровів. 1929 року один танк був в дослідному порядку оснащений другим «хвостом» спереду, знятим з іншого Т-18. Через характерного вигляду переобладнаний танк отримав прізвиська «носоріг» і «тягни-штовхай». Хоча ширина подоланого рову при цьому зросла, огляд для механіка-водія різко погіршав, внаслідок чого в серію подібна модифікація не пішла. Пропонувався також проєкт установки на Т-18 поворотної стріли з колесами, які опускалися в рів, після чого танк міг би долати перешкоду по ним. Крім цього, колеса могли використовуватися для зминання дротових загороджень. Відомості про те, чи був цей проєкт втілений у металі, відсутні, хоча пізніше подібні пристрої в СРСР розроблялися вже для більш сучасних танків.
У 1933 році в конструкторському бюро заводу «Більшовик» був розроблений проєкт модернізації танка, що одержав позначення 'МС-1а'. Від серійного Т-18 його відрізняла ходова частина, до складу якої входили з кожного борту півтори візки з пружним елементом у вигляді листових ресор від танка Т-26 та підтримуючі котки від нього ж. Передбачалося, що за допомогою цього вдасться підвищити ресурс ходової частини і швидкість руху, а також зменшити поздовжні коливання танка на ходу. Однак випробування дослідного зразка, що почалися 19 травня 1933 року, показали, що його рухливість навіть погіршала і подальші роботи по МС-1а були припинені.
Коли в 1937 році перед автобронетанковим управлінням була поставлена задача модернізації, тих що залишалися на озброєнні, застарілих зразків бронетехніки, одним з перших кандидатів на неї став Т-18. Проєкт модернізації, що одержав позначення Т-18М, був розроблений в 1938 році в конструкторському бюро заводу № 37 під керівництвом М. О. Астрова. Основною зміною стала заміна зношеної силової установки двигуном ГАЗ М-1 потужністю 50 к.с., встановлюється також на малому танку Т-38 і установка взятих від нього ж коробки передач, ведучих коліс і механізму повороту за типом бортових фрикційних. У зв'язку з цим незначно змінена була і форма корпусу, який також позбувся «хвоста». Доопрацюванню піддалася також ходова частина, а башта була полегшена за рахунок ліквідації кормової ніші і зміни форми командирської башточки. На танк встановлювалася 37-мм гармата Б-3, до того часу вже серійно вироблялася протягом декількох років. Був побудований єдиний прототип Т-18М, який пройшов випробування в березні 1938 року. За їх результатами було відзначено, що попри явне підвищення характеристик танка, модернізація створила і деякі нові проблеми. В цілому ж був зроблений висновок, що бойова цінність Т-18М не виправдовує витрат на модернізацію існуючого танкового парку, в зв'язку з чим подальші роботи в цьому напрямку були припинені..

## Тактико-технічні характеристики
| ТТХ FT-17 і сімейства танків Т-18                     |                                              |                                  |                                  |                                  |                                  |                                  |                                          |
|                                                       | FT-17                                        | Т-16                             | Т-18 зр. 1927 р.                 | Т-18 зр. 1929 р.                 | Т-18 зр. 1930 р.                 | Т-20                             | Т-18М                                    |
| Розміри                                               |                                              |                                  |                                  |                                  |                                  |                                  |                                          |
| Довжина без «хвоста»                                  | 4,12                                         | 3,42                             | 3,47                             | 3,47                             | 3,45                             | 3,47                             | 3,52                                     |
| Довжина повна                                         | 5,01                                         | 4,35                             | 4,38                             | 4,38                             | 4,35                             | 4,30                             | —                                        |
| Ширина, м                                             | 1,74                                         | 1,80                             | 1,76                             | 1,76                             | 1,76                             | 1,76                             | 1,75                                     |
| Висота, м                                             | 2,38                                         | 2,03                             | 2,12                             | 2,12                             | 2,12                             | 2,15                             | 2,18                                     |
| Бойова масса, т                                       | 6,47 / 6,68                                  | 5,05                             | 5,30                             | 5,50                             | 5,90                             | 5,80                             | 5,80                                     |
| Бронювання, мм                                        |                                              |                                  |                                  |                                  |                                  |                                  |                                          |
| Лоб корпусу                                           | 16                                           | 16                               | 16                               | 16                               | 16                               | 15                               | 16                                       |
| Борти і корма корпусу                                 | 16                                           | 16                               | 16                               | 16                               | 16                               | 15                               | 16                                       |
| Лоб, борти и корма башти                              | 16 / 22                                      | 16                               | 16                               | 16                               | 16                               | 16                               | 16                                       |
| Дах                                                   | 8                                            | 8                                | 8                                | 8                                | 8                                | 7                                | 8                                        |
| Днище                                                 | 8                                            | 8                                | 8                                | 8                                | 8                                | 4                                | 8                                        |
| Озброєння                                             |                                              |                                  |                                  |                                  |                                  |                                  |                                          |
| Гармата                                               | 37-мм «Гочкіс» SA18 або 1 × 7,62-мм mle.1914 | 37-мм «Гочкіс»                   | 37-мм «Гочкіс» або ПС-1          | 37-мм «Гочкіс» або ПС-1          | 37-мм «Гочкіс» або ПС-1          | 37-мм «Гочкіс» або ПС-1          | 45-мм 20-К                               |
| Кулемети                                              | 37-мм «Гочкіс» SA18 або 1 × 7,62-мм mle.1914 | 2 × 6,5-мм Федорова              | 2 × 6,5-мм Федорова              | 2 × 6,5-мм Федорова              | 1 × 7,62-мм ДТ                   | 1 × 7,62-мм ДТ                   | 1 × 7,62-мм ДТ                           |
| Боєкомплект, пострілів / патронів                     | 237 / 4800                                   | 81 / 4000                        | 96 / н/д                         | 104 / 2016                       | 104 / 2016                       | 109 / 3000                       | н/д / 1449                               |
| Рухливість                                            |                                              |                                  |                                  |                                  |                                  |                                  |                                          |
| Двигун                                                | бензиновий 4‑циліндровый 39 к.с.             | бензиновий 4‑циліндровый 35 к.с. | бензиновий 4‑циліндровый 35 к.с. | бензиновий 4‑циліндровый 35 к.с. | бензиновий 4‑циліндровый 40 к.с. | бензиновий 4‑циліндровый 40 к.с. | бензиновий 4‑циліндровый ГАЗ М-1 50 к.с. |
| Питома потужність, к. с./т                            | 6,03 / 5,83                                  | 6,93                             | 6,60                             | 6,36                             | 6,78                             | 6,89                             | 8,62                                     |
| Максимальна швидкість по шосе, км/год                 | 7,8                                          | 13                               | 16,4                             | н/д                              | 22                               | 18,5                             | 24,3                                     |
| Максимальна швидкість по перетятій місцевості, км/год | 3,5                                          | н/д                              | 6,5                              | н/д                              | н/д                              | н/д                              | н/д                                      |
| Запас ходу по шосе, км                                | 35                                           | 100                              | 100                              | н/д                              | 120                              | 192                              | н/д                                      |
| Питомий тиск на ґрунт *, кг/см²                       | 0,60                                         | 0,378                            | 0,37                             | н/д                              | 0,374                            | 0,33                             | 0,37                                     |
| Рів, що долається, м                                  | 1,35                                         | 1,5                              | 1,85                             | 1,85                             | 1,85                             | 1,9                              | н/д                                      |
| Стінка, що долається, м                               | 0,6                                          | 0,5                              | 0,5                              | 0,5                              | 0,55                             | 0,55                             | н/д                                      |
| Брід, що долається, м                                 | 0,7                                          | 0,72                             | 0,8                              | 0,8                              | 0,8                              | 0,8                              | н/д                                      |

- Треба мати на увазі, що для радянських танків дано питомий тиск при зануренні на 100 мм, коли довжина опорної поверхні зростає від 1700 мм (для твердого ґрунту) до 2630 мм. Тобто, на твердому ґрунті питомий тиск буде становити замість 0,37 вже 0,57 кг/см², і «разюча відмінність» від Renault - FT17 і його зарубіжних аналогів пропадає.

## Опис конструкції
Т-18 мав класичну компоновку з розташуванням моторно-трансмісійного відділення в кормовій частині танка, та суміщене відділення управління з бойовим — в лобовій. Екіпаж танка складався з двох чоловік — механіка-водія і командира, який також виконував функції стрільця.

### Броньовий корпус і башта

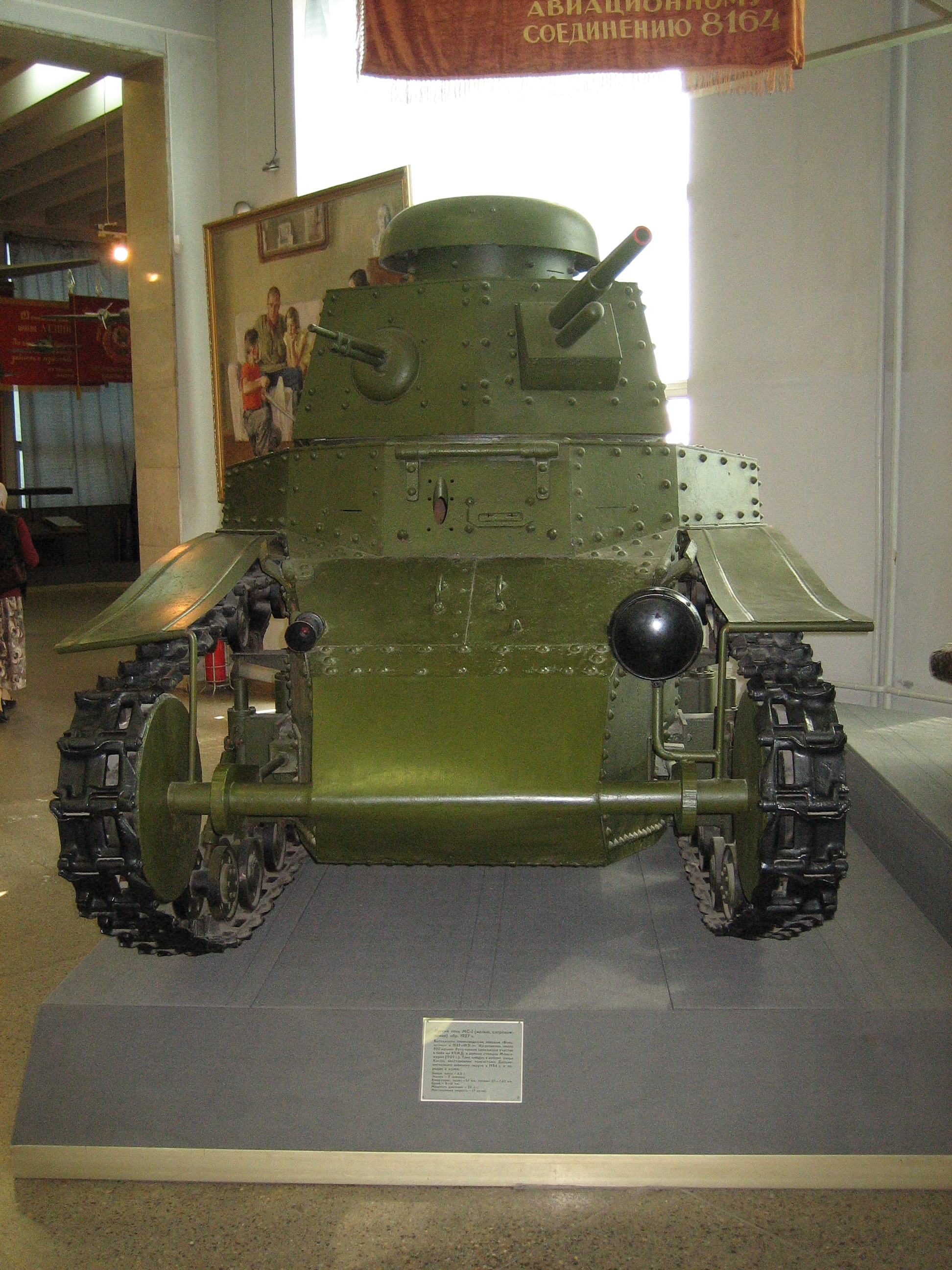
Відновлений Т-18 з експозиції Військового музею в Москві

Т-18 мав рівноміцний протикулевий бронезахист. Броньовий корпус і башта танка збиралися з катаних листів броньової сталі завтовшки 8 мм для горизонтальних поверхонь і 16 мм для вертикальних. Збірка броньових конструкцій здійснювалася на каркасі, переважно за допомогою заклепок, тоді як кормові листи були виконані знімними й кріпилися на болтах. На перших танках 8-мм бронелисти виконувалися з двошаровою, а 16-мм — з тришарової броні, виготовляли за способом А. Рожкова, але на наступних машинах для здешевлення виробництва перейшли до звичайної гомогенної броні.
Форма корпусу — із ступінчастою лобовою частиною і розвиненими надгусеничними нішами, установка броньових листів — переважно вертикальна або з незначними кутами нахилу. Усередині корпус поділявся перегородкою між моторним і бойовим відділеннями. Для висадки і посадки командира служив круглий люк у даху башти, а механік-водій мав тристулковий люк в лобової частини корпусу. Стулка в верхньому лобовому листі відкривалася вгору, а дві інші в середньому лобовому листі відкидалися в сторони. Доступ до агрегатів двигуна і трансмісії здійснювався через відкидний кормовий лист і дах моторного відділення, ще один двухстулковий люк був розташований на моторній перегородці для доступу до силової установки зсередини танка. Танки раннього випуску мали також люк в днищі моторного відділення під картером двигуна, але на танках зразка 1930 року він був скасований. У днищі бойового відділення розташовувався люк для викиду стріляних гільз і видалення води, що потрапила в корпус. Повітря до двигуна надходило через броньовий повітрозабірник в даху моторного відділення, а випуск нагрітого повітря здійснювався через отвір в кормі.
Башта Т-18 зр. 1927 мала форму, близьку до правильного шестикутника, з незначним нахилом вертикальної броні. На даху башти розташовувалася командирська башточка, яка закривалася відкидним грибоподібним ковпаком, і служила кришкою люка командира. Озброєння розміщалося в двох передніх гранях башти, гармата — в лівій, а кулемет — в правій, однак в разі потреби на Т-18 зр. 1927 він міг переноситися в додаткову амбразуру в лівій задній грані, на танках зр. 1930 скасовану. Для вентиляції в башті були вентиляційні отвори в основі командирської башточки, які могли закриватися кільцевою броньовою заслінкою, а також вентиляційне віконце в правому борту; засоби примусової вентиляції відсутні. Башта встановлювалася на підбаштовому листі на кульковій опорі і поверталася вручну, за допомогою спинного упору. Як сидіння командира служив підвісний ремінь. На Т-18 зр. 1930 башта отримала розвинену кормову нішу, за проєктом призначалася для установки радіостанції. Однак через відсутність радіостанцій кормова ніша башти зазвичай використовувалася для розміщення боєкомплекту.

### Озброєння

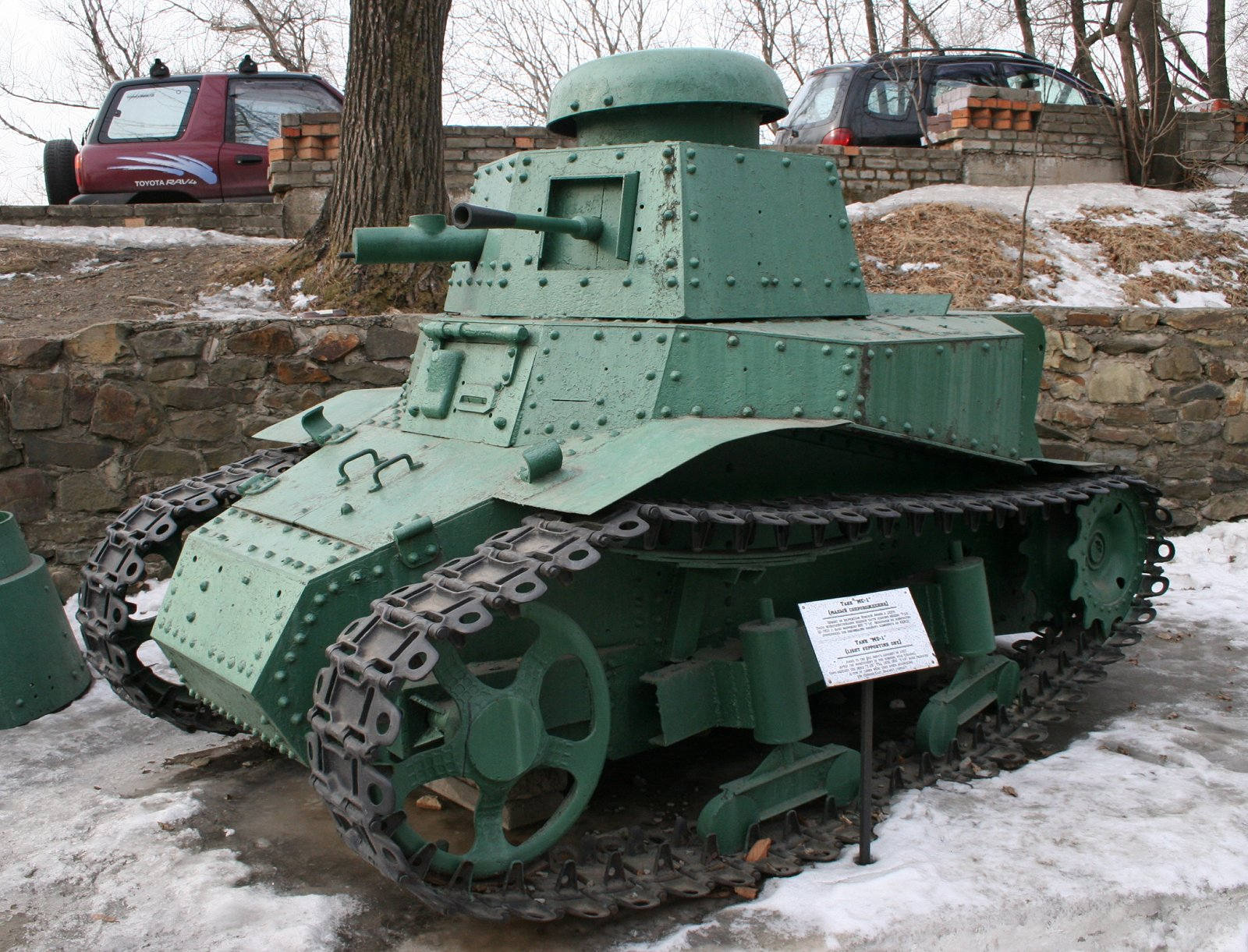
МС-1 зі складу ОКДВА в Музеї Тихоокеанського флоту (Владивосток)

Основним озброєнням Т-18 була 37-мм танкова гармата системи Гочкіса на танках ранніх випусків і моделі Гочкіс-ПС — на основній частині машин. Гармата Гочкіса була створена на основі морської гармати, відрізняючись від неї іншою конструкцією затвора. Гармата мала довжину ствола в 20 калібрів/740 мм, клиновий затвор, гідравлічний компресор-гальмо і пружинний накатник. З 1928 року її повинна була замінити спроєктована П. Сячінтовим гармата ПС-1, що являє собою вдосконалений варіант гармати Гочкиса. Її конструктивними відмінностями від прототипу були більш довгий ствол з дульним гальмом, використання більш потужного пострілу, змінений ударно-спусковий механізм і ряд інших деталей. Однак освоєння нового пострілу визнали недоцільним, і в оригінальному вигляді ПС-1 не випускалася, замість неї у виробництво пішла «гібридна» гармата, яка являє собою накладення ствола гармати Гочкіса на механізми гармати ПС-1. Дана гармата знана як «Гочкіс-ПС», «Гочкіс тип 3» або під заводським індексом 2К. 
Гармата розміщувалася зліва в лобовій частині башти на горизонтальних цапфах, наводка гармати у вертикальній площині здійснювалася її хитанням за допомогою плечового упору, в горизонтальній площині — поворотом башти. Наведення на більшості випущених танків здійснювалося за допомогою простого діоптричного прицілу, але на частині танків випуску 1930–1931 років встановлювалися телескопічні приціли виробництва Мотовіліхінского машинобудівного заводу, які забезпечували збільшення ×2,45 і поле зору в 14°20'.
Обидві гармати використовували один і той самий асортимент боєприпасів, боєкомплект складався з 96 на Т-18 зр. 1927, або 104 на Т-18 зр. 1929 і 1930 рр.., унітарних пострілів з (бронебійними) та осколковими снарядами і картеччю. Постріли розміщувалися в брезентових сумках в бойовому відділенні в корпусі танка.
| Боєприпаси гармат Гочкіс и Гочкіс-ПС |                   |                  |            |                       |                       |
| Тип снаряду                          | Маса пострілу, кг | Маса снаряду, кг | Маса ВР, г | Дульна швидкість, м/с | Дальність таблична, м |
| чавунне ядро Гочкіса                 | 0,71              | 0,50             | —          | н/д                   | н/д                   |
| сталева осколкова граната            | 0,71              | 0,50             | 40         | н/д                   | н/д                   |
| чавунна осколкова граната            | 0,72              | 0,51             | н/д        | н/д                   | н/д                   |
| картеч                               | н/д               | н/д              | 75 куль    | н/д                   | н/д                   |
| картеч, коротка                      | 0,65              | 0,51             | 50 куль    | н/д                   | н/д                   |

Крім гармати, Т-18 озброювалися спареним 6,5-мм кулеметом Федорова, який розміщувався в кульовій установці праворуч у лобовій частині башти, його боєкомплект становив 1800 патронів в коробчатих магазинах по 25 патронів. На Т-18 зр. 1929 він був замінений прийнятим до того часу як єдиний танковим 7,62-мм кулеметом ДТ-29, що мав боєкомплект в 2016 патронів в 32 дискових магазинах по 63 патрона.

### Засоби спостереження і зв'язку
У небойовій обстановці механік-водій вів спостереження за місцевістю через свій відкритий люк для посадки-висадки. Для спостереження в бойових умовах у нього був розташований праворуч у верхній кришці люка перископічний оглядовий прилад, а також три оглядових щілини в виличних аркушах корпусу і з лівої сторони кришки люка. Захисних стекол щілини не мали, але могли закриватися з внутрішньої сторони броньовими заслінками. Командир танка вів спостереження за місцевістю з командирської башточки, по периметру якої мав п'ять оглядових щілин аналогічної конструкції, або ж через приціли зброї.
Єдиним засобом зовнішнього зв'язку служила прапорцева сигналізація, планувалася установка радіостанції на Т-18 зр. 1930, але в дійсності цього зроблено не було. Частина танків виконувалася в командирському варіанті, відрізняючись від лінійних машин тільки установкою щогли для вивішування прапорців, додавала їм кращу помітність. Яких-небудь спеціальних засобів внутрішнього зв'язку на Т-18 не було.

### Двигун і трансмісія
Т-18 оснащувався рядним 4 — циліндровим чотиритактним карбюраторним двигуном повітряного охолодження, конструкції А. Мікуліна. Потужність силової установки на танках ранніх випусків становила 35 к.с. при 1800 об/хв, на Т-18 зр. 1930 її збільшили до 40 к.с. Двигун розміщався в моторно-трансмісійному відділенні поперечно, що дозволяло значно скоротити довжину останнього. Два паливних бака загальним обсягом 110 літрів розміщувалися в надгусеничних нішах. Значна роль у створенні, серійному супроводі, доробках і модернізації силової установки танка Т-18 належала конструктору моторобудівного КБ заводу «Більшовик» баронесі Лілі-Марії Яльмаровні Пальмен.
За винятком бортових передач трансмісія Т-18 була об'єднана в єдиному блоці з двигуном, до її складу на танках ранніх випусків входили:
- Однодисковий головний фрикціон сухого тертя;
- Механічна триступінчата коробка передач;
- Механізм повороту по типу конічного диференціала;
- Два стрічкових гальма, що служили як для повороту, так і для гальмування танка;
- Дві однорядні бортові передачі, вбудовані в ступиці ведучих коліс.

Т-18 зр. 1930 відрізнялися від танків ранніх випусків установкою багатодискового головного фрикціона з тертям робочих поверхонь в маслі (сталь по сталі) і чотириступінчастої коробки передач, а також зміненим електрообладнанням двигуна.

### Ходова частина

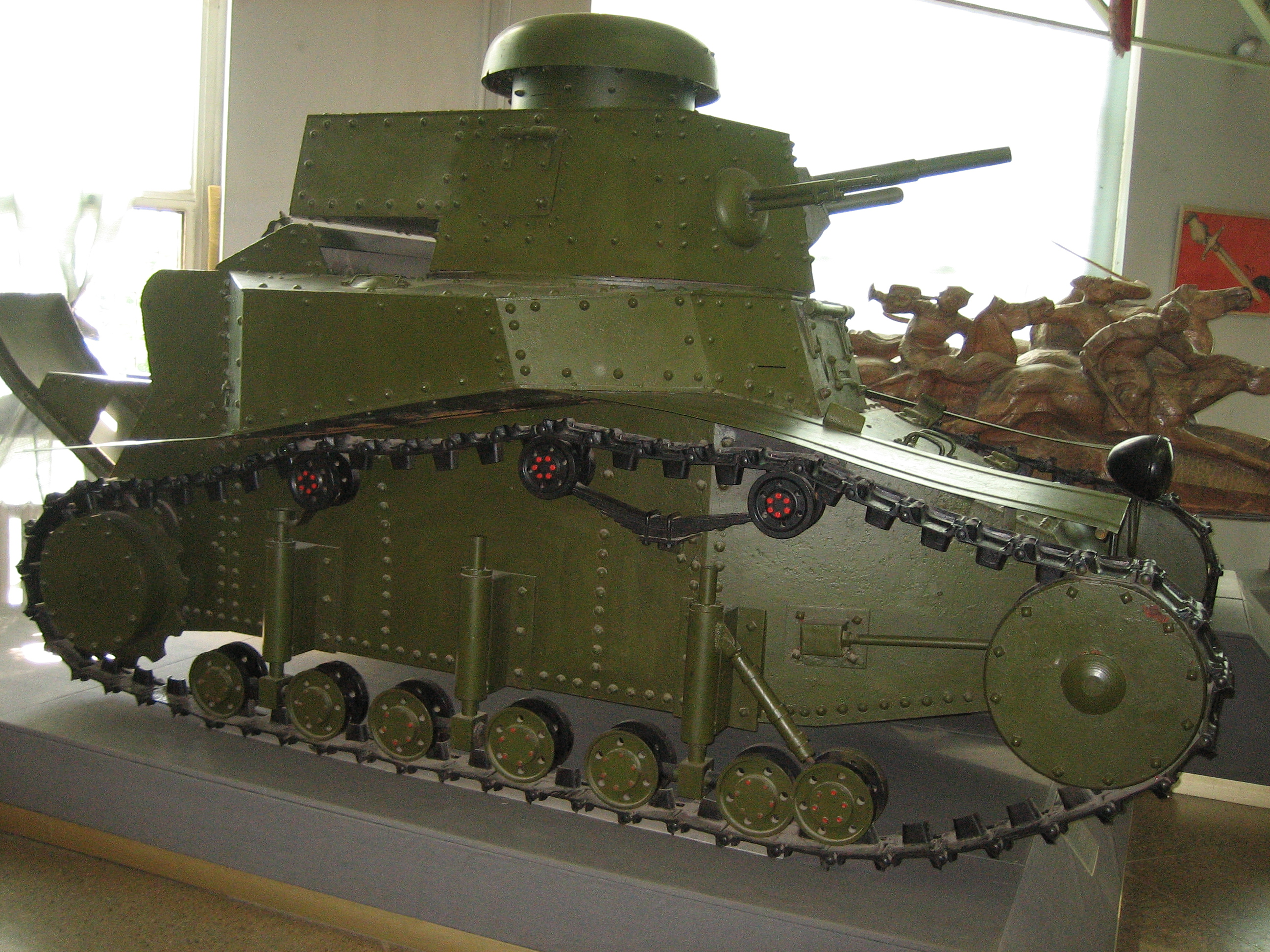
Ходова частина відновленого Т-18 Військового музею в Москві

Ходова частина Т-18 перших серій стосовно до кожного борту складалася з лінивця, ведучого колеса, семи обгумованих здвоєних опорних котків малого діаметра і трьох обгумованих здвоєних підтримуючих котків. На танках пізнього випуску ввели четвертий підтримуючий коток. Шість задніх опорних котків були зблоковані по два на балансир, підвішених на прикритих захисними кожухами вертикальних циліндричних пружинах. Передній опорний коток кріпився на окремому важелі, з'єднаному з переднім візком підвіски і підресорувався окремою похилою пружиною. Свою амортизацію у вигляді листових ресор мали в залежності від часу випуску танка два або три передні підтримуючих котка.
Гусениці Т-18 — сталеві, гребеневого зачеплення, крупноланкові. Згідно з інструкцією, кожна гусениця складалася з 51 траку завширшки 300 мм, але в реальності їх число варіювалося від 49 до 53. На танках ранніх випусків траки мали складну конструкцію з декількох частин, що з'єднувалися клепкою, але з 1930 року танки стали комплектуватися новою гусеницею з суцільнолитих траків, що володіла кращим зчепленням з ґрунтом в порівнянні з попереднім варіантом.

### Електрообладнання
Електрообладнання було однопровідне з напругою бортової мережі 12 В. Як джерела електричної енергії використовувалися генератор постійного струму і 12-вольтна стартерна акумуляторна батарея ємністю 100 А·год. Система запалювання від магнето. Пуск двигуна проводився електричним стартером або пусковою рукояткою.

## Машини на базі Т-18
Ставши першою серійною танковою базою в СРСР, Т-18 використовувався у багатьох ранніх проєктах спеціальних машин. Але, як через малий розмір базового танка, так і внаслідок того, що вже до 1929 року він вважався застарілим, переважна більшість цих розробок не вийшло за проєктну стадію і навіть ті деякі, що все ж були втілені в металі, на озброєння прийняті не були.

### Телетанки
Найбільший розвиток з усіх спеціальних машин на базі Т-18 отримали телетанки. 1927 року Центральною лабораторією дротового зв'язку була розроблена дослідна апаратура радіоуправління для танка. Встановлена на Т-18 четирьохкомандна система управління «Міст-1» забезпечувала поворот танку, включення і виключення головного фрикціону (тобто рух/зупинку танка). Розроблена пізніше вдосконалена версія апаратури дозволяла керувати одночасно рухом трьох танків. Випробування дослідного зразка телетанка, що почалися 23 березня 1930 року, разом з аналогічними експериментами роком раніше з використанням бази «Рено-Російського» показали принципову правильність ідеї.
У 1933 році був виготовлений танк, оснащений поліпшеною шістнадцятикомандною апаратурою управління і отримав в 1934 році позначення ТТ-18. Нова апаратура дозволяла танку додатково змінювати швидкість і напрямок руху, глушити і заводити двигун, а також використовувати спеціальне устаткування що знаходилося на борту — заряд ВР і хімічні прилади. Максимальна дальність управління становила 1500 метрів, реальна — 500–1000 метрів. За різними даними було виготовлено від п'яти до не менш ніж семи ТТ-18, управління якими здійснювалося з радійного танка на базі Т-26. П'ять ТТ-18 у січні — лютому та жовтні 1933 року пройшли випробування, які показали, що через малі масу і габарити, телетанк був практично не здатний рухатися по прямій, бо його постійно відводило в бік на нерівностях місцевості. У зв'язку з припиненням виробництва Т-18 подальші роботи в цьому напрямку були орієнтовані на використання Т-26 як бази.

### Самохідні артилерійські установки
Розробка комплексу самохідно-артилерійських установок (САУ) на шасі Т-18 була розпочата в грудні 1927 року науково-дослідним бюро АНДІ в рамках «Основних технічних вимог по системі озброєння». Список ймовірних до розробки варіантів включав САУ з 76,2-мм полковою гарматою для безпосередньої підтримки піхоти, 45-мм гарматою на роль винищувача танків і дві ЗСУ, з 7,62-мм кулеметною установкою і зі спареною 37-мм автоматичною гарматою. Однак реально повністю опрацьований був тільки проєкт 76-мм САУ СУ-18. Гармата монтувалася в повністю закритій броньовій рубці, розміщувалася над бойовим відділенням і нависала над лобовою частиною танка, спираючись рамою на середній лобовий лист. Вже на проєктній стадії стало очевидним, що домогтися задовільного розміщення 76-мм гармати з розрахунком на базі Т-18 без її капітальної переробки неможливо, тому, хоча 11 червня 1930 року було ухвалено рішення про будівництво прототипу САУ до 10 жовтня того ж року, пізніше воно було скасоване і подальші розробки в цьому напрямку переведені на базу більш великого Т-19.
У 1931–1932 роках опрацьовувалася можливість використання Т-18 для перевезення 122-мм або 152-мм гаубиці. Однак на випробуваннях танка, навантаженого баластом, рівним вазі 152-мм гаубиці, з'ясувалося, що він зовсім не може зрушитися з місця на м'якому ґрунті, тому роботи в цьому напрямку були також припинені.

### Транспортери
Крім цього, був розроблений підвозчик боєприпасів — «танк постачання» в тодішній термінології — призначався для постачання в бойових умовах САУ на базі Т-18 і Т-19. Транспортер не мав башти і надгусеничних ніш корпуса, паливні баки з яких були перенесені в бойове відділення. Замість цього, на надгусеничних полицях розміщувалося по контейнеру з 5-7-мм броні, всередині яких могли перевозитися до 50 76,2-мм пострілів в 10 ящиках, 192 45-мм пострілу в 16 лотках або еквівалентна за масою кількість коробок з 7,62-мм патронами. Проєкт отримав схвалення, але побудований навіть у вигляді прототипу так і не був.
У 1930 році головним конструкторським бюро ГАУ був розроблений проєкт броньованого трактора на базі Т-18, а в квітні 1931 року був побудований його прототип. Бронетрактор відрізнявся від танка відкритим зверху корпусом, над яким міг натягатися тент для захисту від негоди, а також дещо змінена ходова частина. Крім водія, трактор міг перевозити в корпусі ще трьох людей. У червні 1931 року трактор пройшов полігонні випробування, які виявили його малопридатним для буксирування вантажів, а також складність конструкції і ненадійність в експлуатації, у зв'язку з чим подальші роботи по ньому були припинені.

### Хімічні (вогнеметні) танки
У 1932 році на базі Т-18 був створений хімічний танк ХТ-18. Від лінійного танка зразка 1930 року він відрізнявся лише відкритою установкою на «хвості» хімічного приладу ТДП-3, який міг використовуватися для розпилення отруйних речовин, дегазації місцевості або установки димової завіси. Танк пройшов випробування влітку 1932 року на НІХП ХКУКС РСЧА, однак на озброєння прийнятий не був, хоча досліди з ним тривали ще до 1934 року. Опрацьовувався і проєкт вогнеметного танка ОТ-1 з установкою вогнемету на «хвості», для оборони від ворожої піхоти. Пізніше був також розроблений проєкт вогнеметного танка з установкою вогнеметного обладнання в башті на місці гармати, з обмеженими кутами горизонтального наведення, щоб уникнути перекручування шлангів подачі вогнесуміші з бойового відділення. Подальші роботи в цьому напрямку були припинені, оскільки до того часу хімічні (вогнеметні) танки розроблялися вже на більш досконалому шасі Т-26.

### Інженерні машини
Після прийняття в 1929 році програми «Система танко-тракторо-авто-бронеозброєння РСЧА», що передбачала створення механізованих переправних засобів, перший проєкт самохідного моста був розроблений на базі Т-18. Проєкт, що позначався як «штурмовий саперний танк», передбачав встановлення на позбавлений башти танк висувного дерев'яного двоколійного моста, який забезпечував переправу через ріки чи рови завширшки до 4 метрів автомобілів, танкеток і малих танків. Крім цього, машина оснащувалася буром для буріння шурфів і механічною пилкою по дереву. Як і інші машини на базі Т-18, штурмовий саперний танк не вийшов за стадію проєкту

## Забарвлення, тактичні та пізнавальні знаки

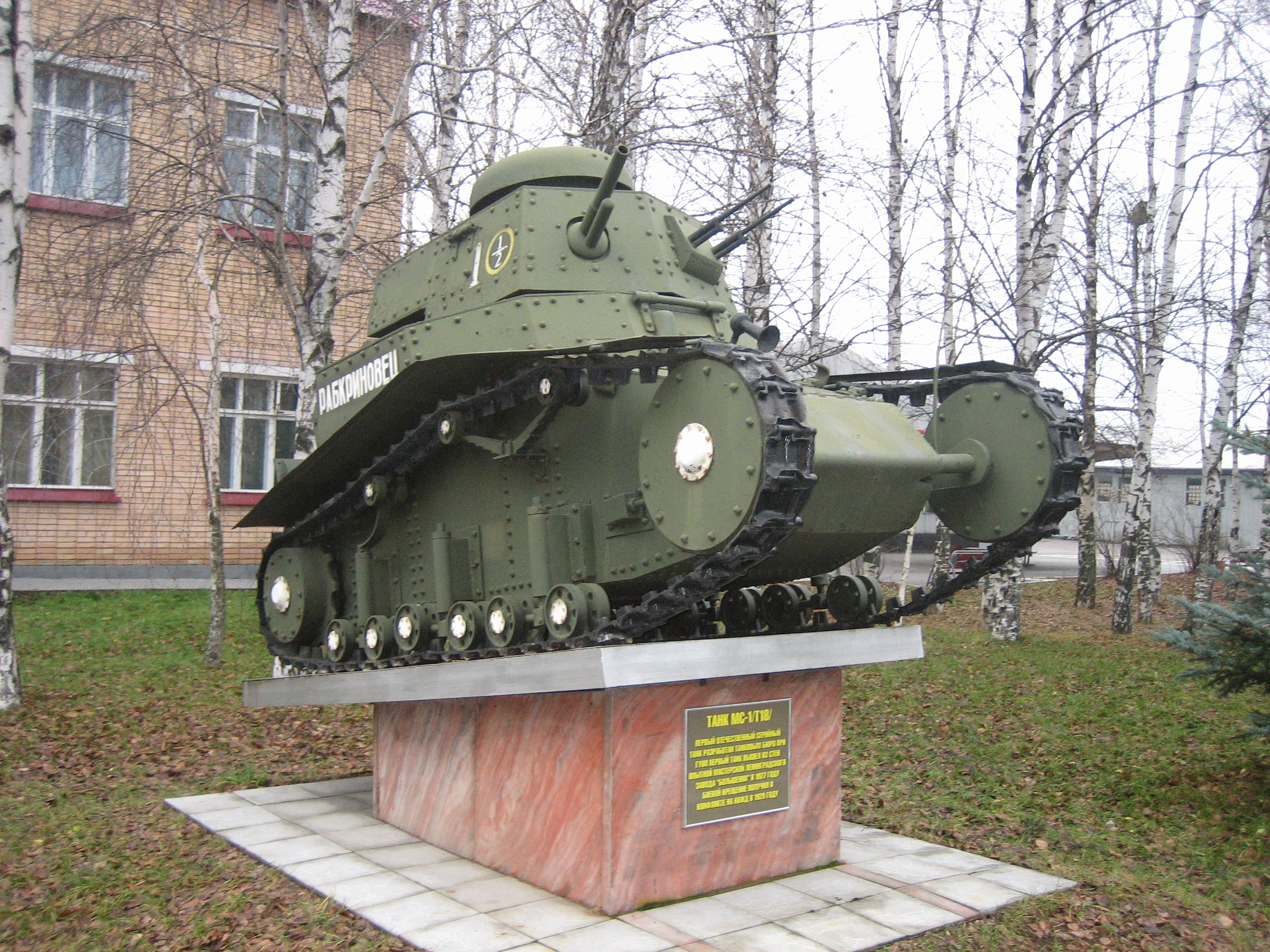
Музейний Т-18, що несе забарвлення і тактичний знак зразка 1929 року

Відповідно до виданого навесні 1927 року наказом, стандартизувати забарвлення бронетехніки, Т-18 спочатку цілком забарвлювалися в яскраво-зелений «трав'яний» колір. Тактичний знак, що означав приналежність танка всередині полку, наносився на надгусеничних нішах і передній кромці командирської башточки, а на командирських машинах — ще й на кормі башти. Ранній варіант тактичного знака складався з послідовно вписаних один в одного трикутника, кола, квадрата і римської цифри, позначаючи, відповідно, батальйон, роту в батальйоні, взвод в роті і номер конкретної машини у взводі. Перші три з них виражалися кольором фігури — червоний для першого, білий для другого і чорний для третього. Запасні танки в батальйоні несли тільки контурний трикутник відповідного батальйону кольору.
Нова більш пророблена система забарвлення і позначень була введена в 1929 році. Загальне забарвлення було замінена на темно-зелене, як менш помітне на тлі листя і хвої дерев. Змінився і тактичний знак, в його склад тепер входили: арабська цифра заввишки 30 см, що позначала номер машини у взводі, командирські машини позначалися відсутністю цієї цифри; розташований правіше неї колірне кільце, що позначало номер батальйону і вписаний в кільце вертикальний дріб, у чисельнику якого був позначений номер роти, а в знаменнику — взводу. В системі колірних позначень чорний, як малопомітний на темно-зеленому тлі, був замінений на жовтий. Надалі, до початку Німецько-радянської війни, система забарвлення і позначень неодноразово змінювалася, але Т-18, практично знятих з озброєння, це мало зачіпало.

## Організаційно-штатна структура
У РСЧА Т-18 надходили на озброєння танкових батальйонів, включалися до складу механізованих частин. До складу танкового батальйону входили взводи управління та відновлення (штабний і ремонтний), артбатарея з двома 76-мм польовими гарматами і дві або три танкові роти, в кожній з яких налічувалося три взводи по три танки і один штабний танк. З 1929 року Т-18 надходили в механізовані полки, з одним дворотним танковим батальйоном у кожному, які налічували, таким чином, всього 20 танків на полк. З 1930 року почалося формування механізованих бригад, до складу яких входив танковий полк з двома батальйонами Т-18 трьохротного складу. Всього, таким чином, в механізованій бригаді налічувалося 60 Т-18.

## Експлуатація та бойове застосування

### Ранні роки
Перші Т-18 почали надходити у війська в 1928 році, а вже до наступного року зайняли місце основного танка на озброєнні РСЧА. Із загального числа випущених танків цього типу 103 машини були відразу ж передані в розпорядження ТСОАВІАХІМу та інших військово-технічних навчальних закладів, 4 були передані ОГПУ, 2 — Четвертому управлінню і 1 — Військово-хімуправлінню РСЧА, решта надійшли на озброєння різних бронетанкових підрозділів. Т-18 активно використовувалися для бойової підготовки як бронетанкових підрозділів, так і інших родів військ, відпрацьовували тактику протитанкової оборони. На цьому ранньому етапі Т-18 зіграли важливу роль і у відпрацюванні взаємодії танків з піхотою.

### Конфлікт на КСЗ
Вперше Т-18 були застосовані в бою під час конфлікту на КСЗ в листопаді 1929 року. Восени Забайкальській групі Особливої Далекосхідної армії (ОДСА) була додана рота з 10 танків, один з яких був сильно пошкоджений при транспортуванні і розібраний на запчастини для ремонту дев'яти що залишилися, які і взяли участь в Мішаньфуській наступальної операції 17 — 19 листопада.

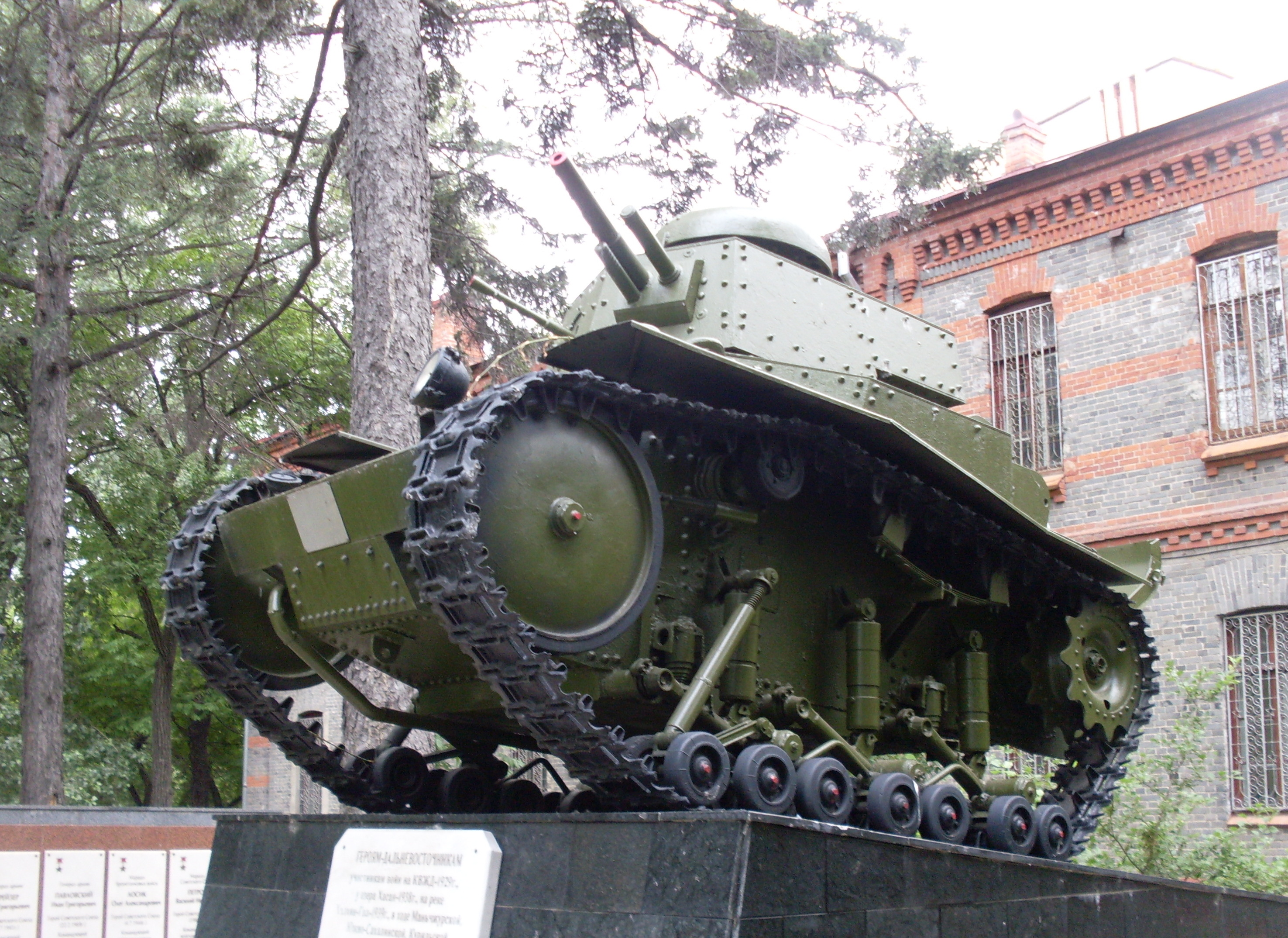
Танк Т-18 — пам'ятник воїнам-далекосхідникам, загиблим в конфліктах на КСЗ, на озері Хасан і на Халхин-Голі, а також в 1945 році в Маньчжурії, на Курилах і Сахаліні. Хабаровськ, сквер штабу Східного військового округу

Танки почали висунення на вихідні позиції пізно ввечері 16 листопада, при цьому вони не були повністю заправлені паливом і майже не мали боєкомплекту до гармат, а три машини не були оснащені кулеметами. В ході нічного маршу, не маючи навіть карти місцевості, танки втратили один одного і до наміченого місця прибуло лише чотири з них. Тут вони були заправлені і отримали по 40 снарядів до гармати, після чого вранці 17 листопада досить успішно проявили себе при штурмі китайських позицій. Двоє з відсталих танків вийшли в розташування інших радянських частин, де не маючи снарядів, все ж зуміли підтримати атаку піхоти 106-го стрілецького полку, що використала їх для прикриття від ворожого вогню. До середини дня ці два танки все ж приєдналися до інших і рота, вже у складі шести машин, зробила спробу штурму китайських укріплень, але була зупинена протитанковим ровом. Бойових втрат рота за день не зазнала, але два танки вийшли з ладу з технічних причин, хоча один з них був відремонтований в той же день. До вечора прибули ще два відсталих танка, які заблудилися в степу після втрати загону, поки у них не скінчилося паливо, у третього ж вийшла з ладу коробка передач.
Наступного дня рота в складі семи танків знову підтримувала піхоту при штурмі укріплених позицій китайців, але якогось результату їм вдалося домогтися лише після того, як протитанковий рів був частково зруйнований. Втрат танки знову не понесли, лише одна машина отримала пошкодження від гранат. Ще один танк отримав пошкодження від гранат на наступний день боїв, інша машина вийшла з ладу через скидання гусениці, але ніхто з членів екіпажів за час боїв не загинув. В цілому діяльність танків в ході конфлікту була оцінена командуванням як задовільна — попри вкрай слабку підготовку екіпажів і погану організацію їхніх дій, Т-18 непогано проявили себе за підтримки піхоти. Бої показали вкрай низьку ефективність уламкового снаряда 37-мм гармати, червоноармійцями висловлювалися також побажання щодо підвищення прохідності, швидкості і бронювання танка.

### Пізні роки і Німецько-радянська війна

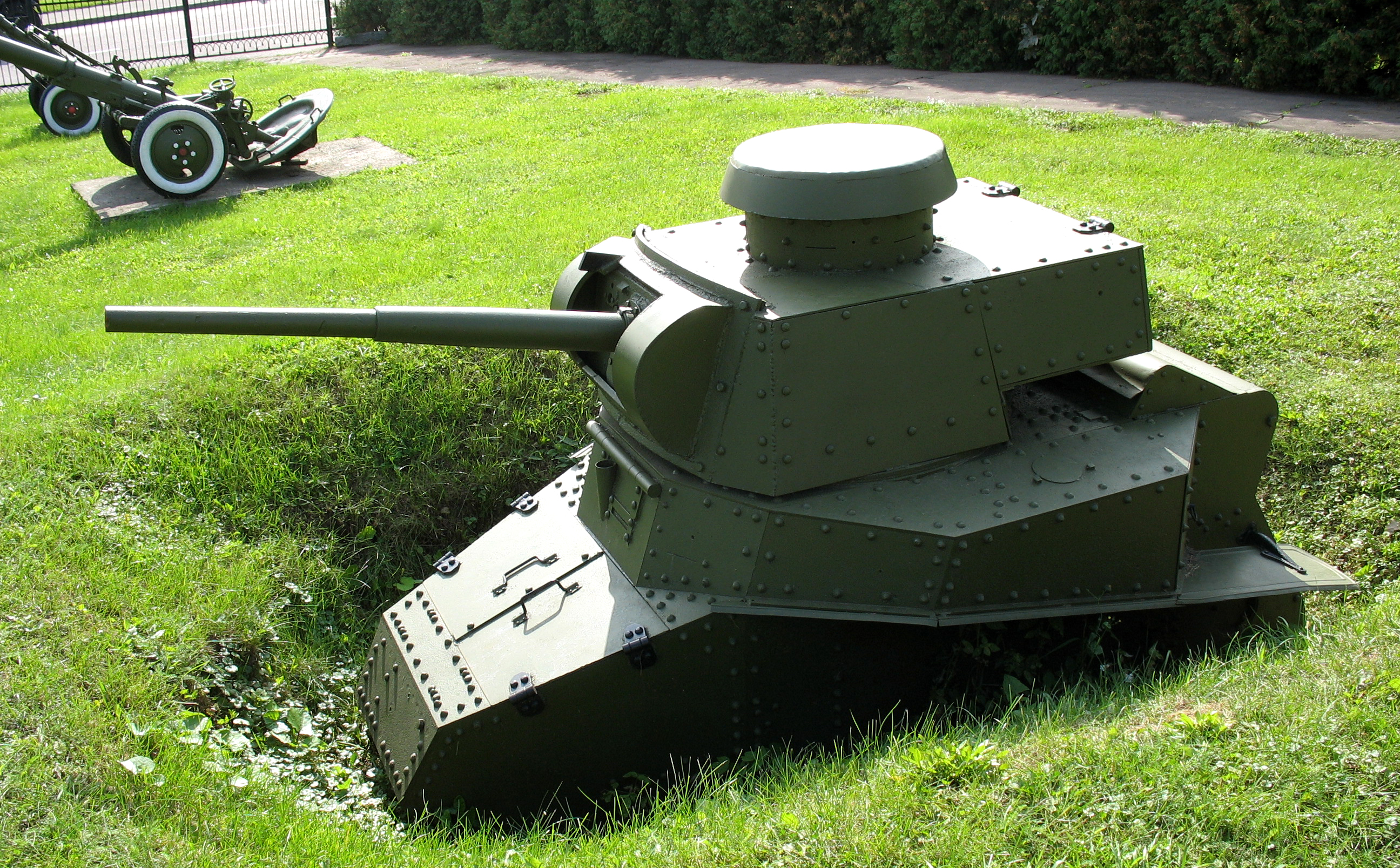
Вкопаний у вигляді доту Т-18 з 45-мм гарматою. Експозиція Музею Перемоги в Москві

До початку 1938 року всі Т-18, що знаходилися в строю, досягли крайнього ступеня зносу. У строю на той час залишалося 862 танки, включаючи 160 переданих в 1934–1937 роках в розпорядження укріплених районів (надалі укріпрайон, УР) Ленінградського військового округу для будівництва ДВТ. Решта машин були вже відправлені на металобрухт. Але навіть ті танки, що формально залишалися на озброєнні, в більшості своїй перебували в несправному стані, а багато з них були до того ж ще й роззброєні (з частини Т-18 були демонтовані гармати, передані для озброєння танків Т-26). Ситуація гіршала відсутністю запчастин, які в частинах отримували тільки шляхом розукомплектування одних танків для ремонту інших. У зв'язку з цим розпорядженням наркома озброєнь від 2 березня Т-18 були зняті з озброєння і 700 з них були передані в розпорядження укріпрайонів військових округів, а також Народному комісаріату ВМФ.
Передані укріпрайонам танки підлягали переозброєнню на спарки кулеметів ДТ, ДА-2 або на 45-мм гармати зр. 1932 р. З несправних танків демонтувалися двигуни і трансмісія, а бронекорпуси закопувалися по башту в землю або просто встановлювалися як БВТ (броньовані вогневі точки) біля мостів, перехресть доріг і в інших зручних для оборони місцях. Танки, що зберегли можливість пересування своїм ходом, були передані гарнізонам укріпрайонів для використання як рухомих вогневих точок. До початку Німецько-радянської війни у військах ще було близько 450 бронекорпусів і 160 танків. Перетворені в ДВТ Т-18 були переважно зосереджені на західних кордонах СРСР, деяка їх кількість була також встановлена в системі укріплень в районі озера Хасан, де в 1938 році проходили бої з Японією.
Відомості про бойове застосування Т-18 у Німецько-радянській війні переважно носять уривчастий характер. В більшості своїй танки, зосереджені на західних кордонах СРСР, були знищені або захоплені в перші дні або тижні війни, хоча нечисленні екземпляри використовувалися трохи довше. Танки Т-18 і БВТ на їх основі билися з ворогом в укріпрайонах — зокрема, відомо про бої з їх участю в Осовецкому, Володимир-Волинському і Мінському УР. Кілька Т-18 було передано до складу 9-го механізованого корпусу, який зазнав великих втрат під час танкової битви в районі Луцька — Рівне; 29 червня корпус отримав 14 таких танків, з яких на 2 липня залишилося всього дві машини, з них одна була несправною. Останнє відоме бойове застосування Т-18 припадає на битву за Москву, в якій взимку 1941–1942 року використовувалися 9 Т-18 зі складу 150-ї танкової бригади, за документами значилися на озброєнні аж до лютого, коли в бригаді ще було три таких танка. Розміщення в районі озера Хасан у вигляді фортифікаційних споруд Т-18 перебували на озброєнні до початку 1950-х років, коли вони були виключені з системи укріплень і закинуті.

## Оцінка проєкту

### Конструкція
Хоча конструкція Т-18 створювалася на основі FT-17, в ній був застосований ряд оригінальних рішень. На Т-18 вперше в історії танкобудування були застосоване поперечне розташування двигуна і його конструктивне об'єднання в одному блоці з коробкою передач і фрикціоном. Таке технічне рішення дозволило значно скоротити довжину моторно-трансмісійного відділення. Як наслідок, від FT-17, в якому двигун розташовувався подовжньо, а моторно-трансмісійне відділення займало половину довжини корпусу, Т-18 вигідно відрізнявся меншими довжиною корпусу і заброньованим обсягом. Але короткий корпус танка і невелика опорна поверхня гусениць мали і свої негативні сторони, наприклад, підвищене розгойдування танка на ходу і зниження здатності до подолання ровів. Наприкінці 1920-х — початку 1930-х років останній приділялась значна увага і ця характеристика Т-18 вважалася незадовільною, попри застосування «хвоста».

### Озброєння, захищеність і рухливість

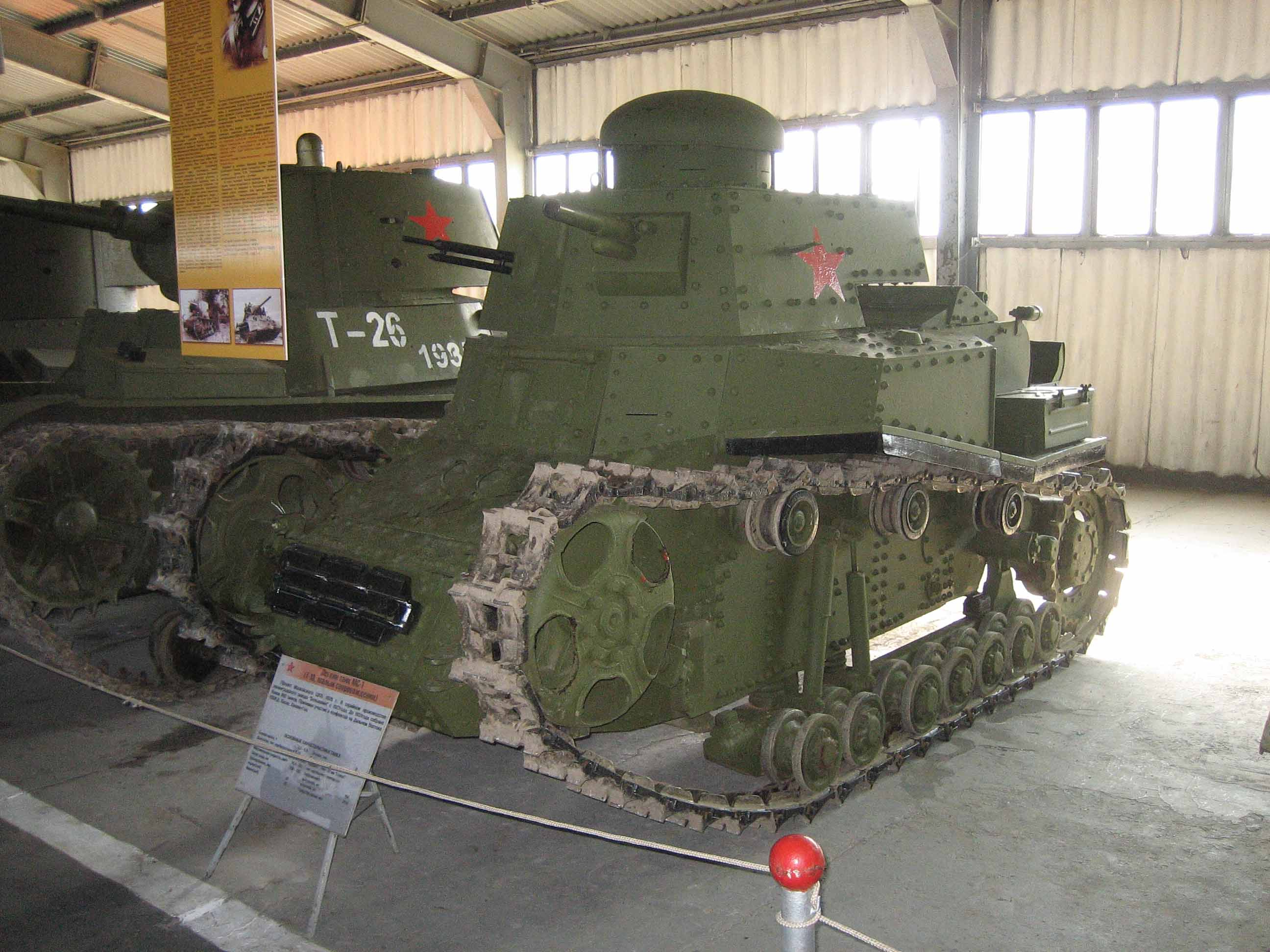
Легкий танк супроводу піхоти Т-18 в Бронетанковому музеї в Кубинці

По озброєнню Т-18 перевершував більшість своїх сучасників в класі легких танків за рахунок установки в машині і гармати, і кулемету, тоді як іноземні зразки оснащувалися лише одним з цих вогневих засобів. Однак роздільна установка кулемета і гармати на Т-18 знижувала ефективність їх застосування, а найпростіший діоптричний приціл що стояв на більшості танків не сприяв високій точності наведення. З досвіду застосування Т-18 в конфлікті на КСЗ дистанція ефективної стрільби оцінювалася не далі 750–800 метрів. Крім того, просте наведення гармати за допомогою плечового упору зводило нанівець ефективність стрільби на ходу. 37-мм гармати що встановлювалися на Т-18 володіли порівняно високою скорострільністю і дозволяли на близьких дистанціях боротися з легкоброньованою технікою, але досвід конфлікту на КСЗ показав, що навіть проти польових укріплень легкі осколкові снаряди, що містили всього 40 грам вибухової речовини, виявилися абсолютно неефективними.
Бронювання Т-18 відповідало вимогам свого часу, надійно захищаючи його від зброї гвинтівкових калібрів, а на певних дистанціях — і від вогню великокаліберних кулеметів, хоча відкриті оглядові щілини створювали небезпеку ураження екіпажу осколками або бризками свинцю. Спеціалізовані протитанкові гармати з'явилися у військах вже після зняття Т-18 з виробництва і набули широкого поширення лише до середини 1930-х років. Швидкість і запас ходу танка, особливо після модернізації в 1930 році, вважалися задовільними для задач підтримки піхоти, а питомий тиск Т-18 на ґрунт, навіть попри порівняно коротку опорну поверхню гусениць, був вкрай низьким за мірками танків, що підвищувало його прохідність.

### Аналоги

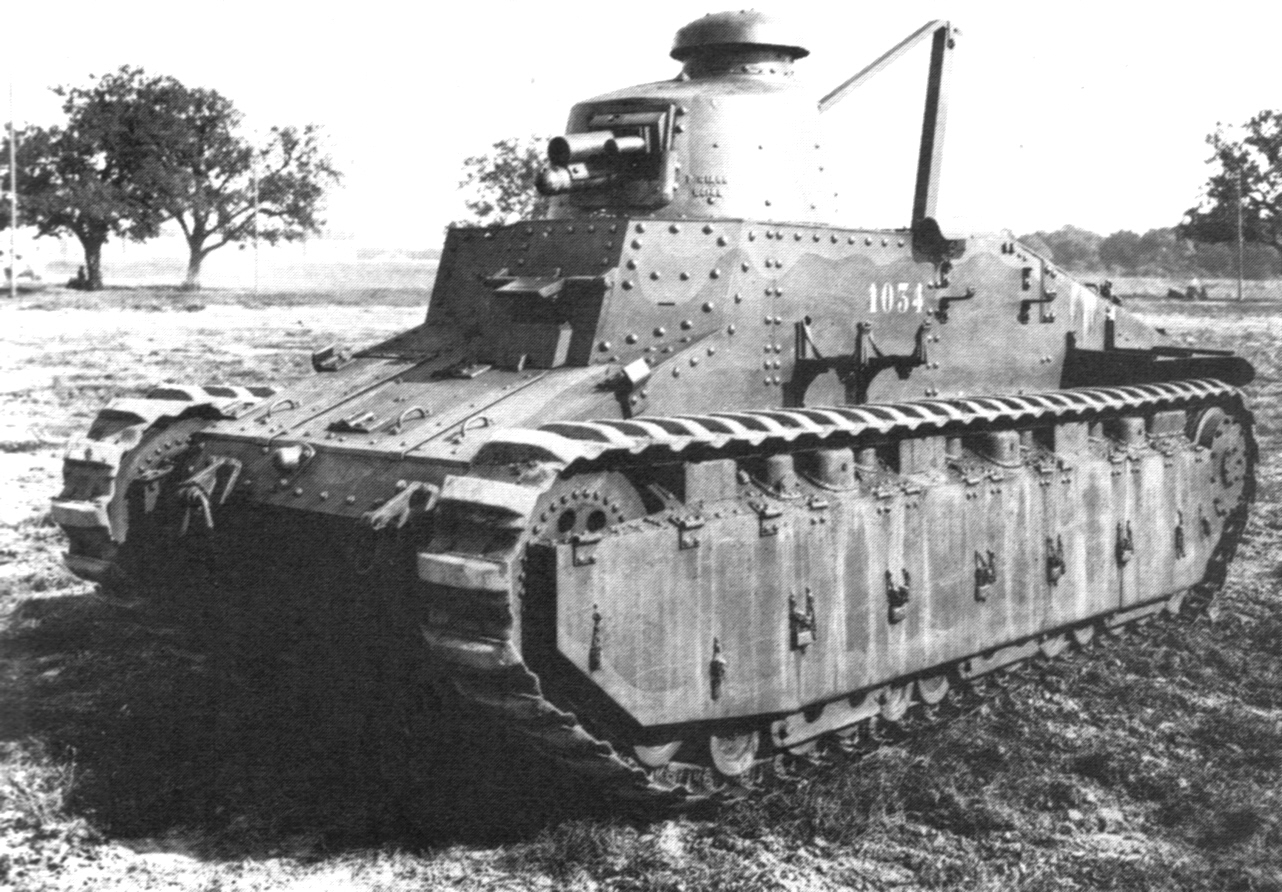
NC 27

Аналогами Т-18 в класі легких танків безпосередньої підтримки піхоти на момент його створення були французький FT-17, його зарубіжні варіанти — американський M1917 і італійський «Fiat 3000», а також дрібносерійний французький NC 27, який був подальшим розвитком все того ж FT-17. Порівняння Т-18 з розробленим майже на десятиліття раніше FT-17 не цілком правомірно, але в цілому Т-18 значно перевершував свого французького прародителя. Найбільш вираженою була перевага Т-18 над FT-17 в плані рухливості, попри трохи більшу питому потужність радянської машини. Американська версія FT-17 — M1917, що з'явилася в самому кінці Першої світової війни — незначно вигравала у прототипу лише в швидкості і також значно поступалася Т-18.
Створений у 1920–1921 роках італійський «Fiat 3000» був серйозно переробленим варіантом FT-17. У конструкції італійської машини було усунуто багато з недоліків французького прототипу, обумовлені поспішністю створення і відсутністю досвіду в проєктуванні танків. Також «Fiat 3000» отримав значно більш потужний двигун, що забезпечило йому кращу питому потужність відносно більш пізнього Т-18, але зберіг застарілу «напівжорстку» підвіску FT-17. Хоча максимальна швидкість танка зросла до 21 км/год, його рухливість в цілому все одно оцінювалася як незадовільна. На практиці максимальна швидкість в умовах бездоріжжя, обумовлена насамперед підвіскою, могла навіть бути меншою, ніж у Т-18. По озброєнню, аналогічного FT-17, італійський танк поступався Т-18.

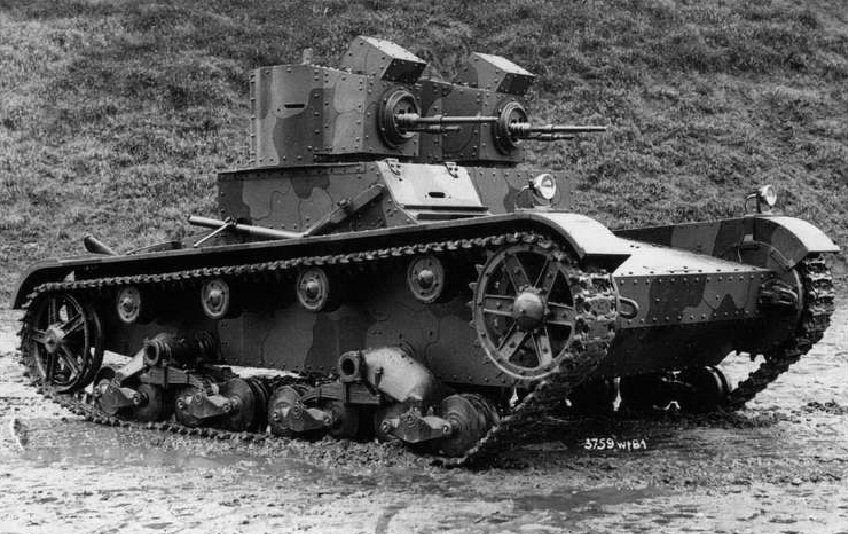
«Віккерс-шеститонний» в кулеметному варіанті

Французький NC 27, спроєктований в середині 1920-х, приблизно відповідав Т-18 і також був результатом глибокої модернізації FT-17. При загальній подібності конструкції з базовим танком і ідентичному озброєнні, NC 27 став більшим, отримав посилену до 30 мм вертикальну броню і більш сучасну підвіску. Для компенсації збільшеної маси на танк встановлювався більш потужний у порівнянні з FT-17 двигун. Все це дозволило забезпечити NC 27 рухливість на рівні Т-18 при більш слабкому озброєнні, але кращому бронюванні.
Однак розвиток військової та конструкторської думки у світовому танкобудуванні не стояв на місці. Якщо на момент свого запуску у виробництво Т-18 знаходився на рівні закордонних зразків, то вже до 1930 року в класі піхотних танків з'явилися зразки, які настільки ж значно перевершували радянський танк, як і він — FT-17. Першим з них став британський «Віккерс-шеститонний» (Mk.E), що встановив новий стандарт в класі. Бувши крупнішим й важчим за танки сімейства FT-17, Mk.E мав сучаснішу конструкцію, розвивав швидкість до 35 км/год, ніс озброєння з двох кулеметних башт, або однієї двомісної з 37-мм гарматою і кулеметом, а також мав великий потенціал розвитку.

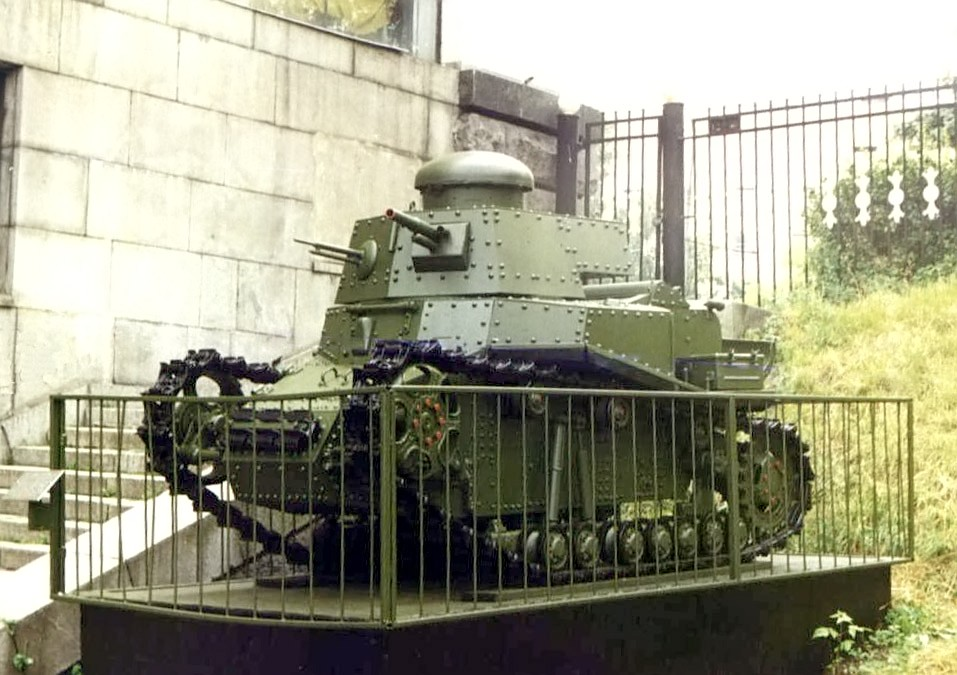
Т-18 в московському Музеї Збройних Сил. Ходова частина машини при відновленні спрощена для поліпшення ходових якостей на випадок участі в парадах

Інший зразок, французький D1, був подальшим розвитком NC 27 і зберіг схожу з ним рухливість при істотно збільшеній масі, але отримав протиснарядне 35-мм бронювання і 47-мм гармату в двомісній башті. Пильно спостерігаючи за новими віяннями в танкобудуванні радянське військове керівництво отримало можливість порівняти перші серійні вітчизняні танки з передовими зразками зарубіжної техніки. Малий танк супроводу Т-18, так само як і «маневрений» Т-24 були визнані такими, що не мають перспективи, і радянське танкобудування стало на шлях ліцензійного виробництва іноземних зразків, або наслідування ним при відмові на покупку ліцензії.

## Збережені екземпляри
Безпосередньо після закінчення використання у військах, Т-18 в музеї не потрапили, внаслідок чого всі з відомих збережених зразків були відновлені з покинутих машин, що встановлювалися як нерухомі вогневі точки укріплених районів на Далекому Сході. Через допущені при відновленні помилки, або деколи свідомі спрощення, всі відновлені зразки мають суттєві відмінності від оригіналу. Зокрема, хоча всі зразки належать до модифікації 1930 року, на частині з них стоїть імітація спареного кулемета Федорова (а на танку у Владивостоці — навіть макет кулемета «Максим»), ходова частина більшою чи меншою мірою неточна на всіх машинах. Тільки на Далекому Сході відомо не менше шести збережених Т-18, всі з яких знаходяться в музеях або встановлені як пам'ятники в Росії.

## Т-18 в масовій культурі

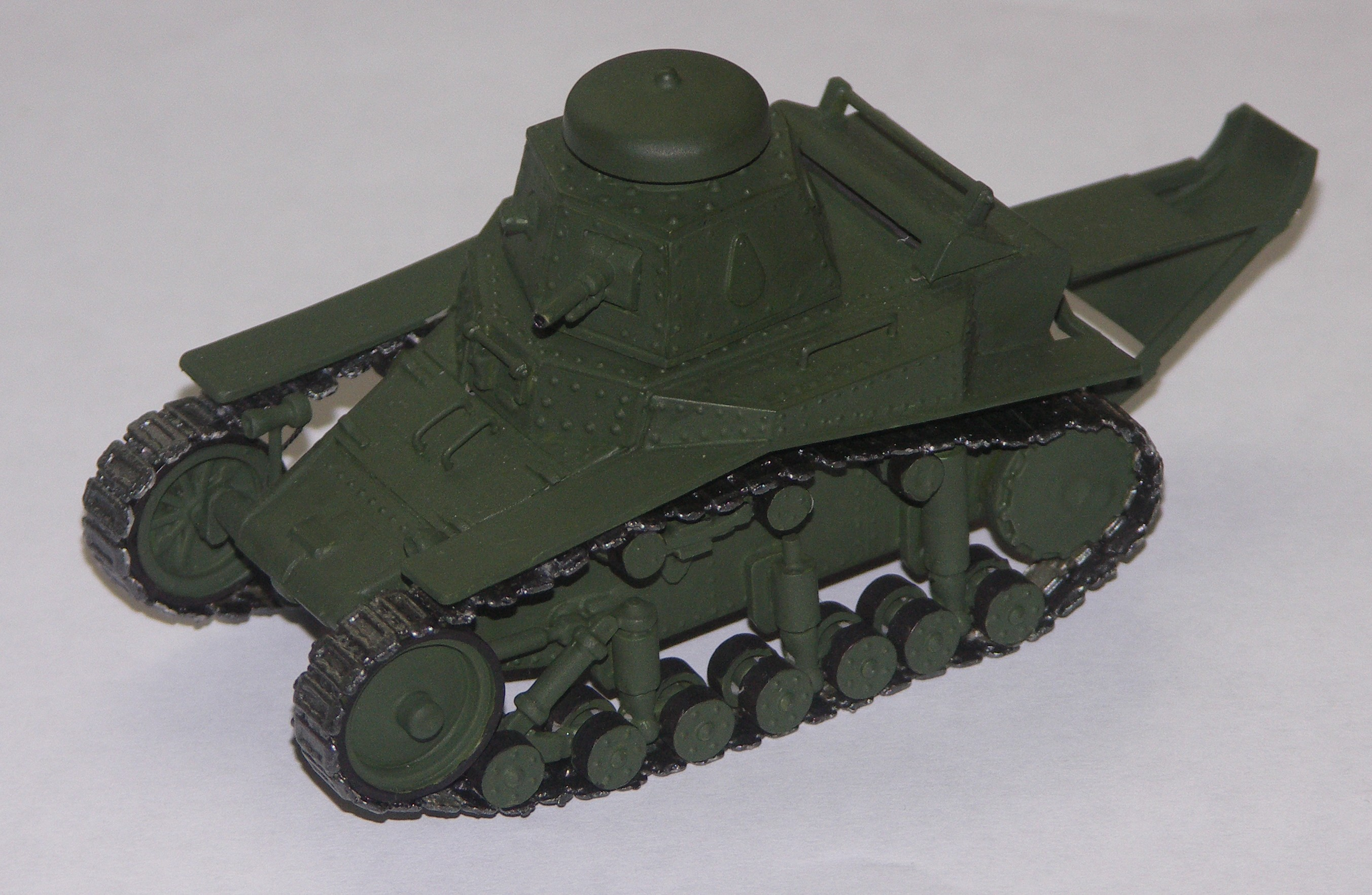
Модель танка МС-1 в масштабі 1:35 виробництва фірми «AER Moldova» (відсутній спарений кулемет Федорова)

Пластикові моделі танка МС-1 в масштабі 1: 35 в різний час випускалися декількома підприємствами. У переважній більшості, вони виготовлялися з одних і тих же прес-форм, спочатку використалися фірмою «AER Moldova» (Молдова). Згодом ці ж прес-форми були використані російськими фірмами «Східний експрес» і «ARK Models», які продовжують виробництво по сьогоднішній день. Треба сказати, що якість моделі і її відповідність оригіналу (модель відтворює танк Т-18 зразка 1930 року) залишають бажати кращого, проте за умови ряду доопрацювань можна отримати модель більш-менш прийнятного рівня.
Танки МС-1 в декількох модифікаціях (як відображають реальність, так і паперових) представлені в танковому MMO-екшені «World of Tanks». 
Також Російська фірма «Ура» що виробляє солдатиків випустила металеву модель танка МС-1.
Паперова модель танка в масштабі 1:50, виконана компанією worldofpaperstanks.com за замовленням порталу worldoftanks.ru, з інструкцією по збірці, історичною довідкою та рідкісними фотографіями з архівів.

## Зноски
1. ↑  Дані для гарматного / кулеметного варіанту танка.
2. ↑  Характеристики прототипу з баштою і двигуном серійного Т-18.
3. ↑  З катаною / литою баштою.
4. ↑  Бувши однією з найбільш точно відновлених і в загальних рисах відповідної оригіналу, містить низку неточностей в деталях.
5. ↑  На 2012 рік три танки знаходяться в Хабаровську, по одному в Уссурійську, Владивостокці і в Хасанському районі на місці боїв.